# Tamborim
Il tamborim è uno strumento musicale a percussione della famiglia dei membranofoni.
Di piccole dimensioni e suonato solitamente con una bacchetta, il telaio ha una larghezza di 6 pollici e può essere fatto di metallo, plastica o legno. La pelle è in genere realizzata in nylon ed è accordata per avere un timbro alto e nitido.
Il tamborim è usato in molti generi di musica brasiliana. È più comunemente associato a samba e pagode, ma è anche usato in chorinho, bossa nova e in alcuni ritmi folcloristici nord-orientali come il cucumbi.